# Nautilus International
Nautilus International ist eine internationale Gewerkschaft. Generalsekretär ist seit der Gründung 2009 Mark Dickinson.

## Geschichte
Am 2. Oktober 2006 wurde die  Nautilus Federation gegründet. Sie entstand aus der niederländischen Federation of Maritime Workers, die zur Nautilus NL, und der britischen National Union of Marine, Aviation and Shipping Transport Officers (Abk.: NUMAST), die zur Nautilus UK wurde. 2008 beschlossen die Mitglieder, eine gemeinsame Gewerkschaft für maritime Berufe zu bilden. Nautilus International entstand so am 15. Mai 2009. 2011 kam Fachpersonal aus der Schweiz hinzu, das zuvor von der Schweizer Gewerkschaft Unia vertreten wurde. 2015 wurde auch FNV Waterbouw ein Teil Gewerkschaft.

## Bekannte Aktivitäten
Im März 2022 ging der Eigner der Superyacht »Alfa Nero« im Hafen des Karibikstaats Antigua und Barbuda von Bord und verschwand. Zurück blieb die aus 28 Personen bestehende Besatzung. Nautilus International erstritt für die Besatzung eine Entschädigung von 2,6 Millionen Euro.
2023 gab es in Großbritannien einen Aufstand der Fährarbeiter, bei dem Nautilus International Hilfe leistete.